# Горьковське (Казахстан)
Го́рьковське (каз. Горьков) — село у складі Акжарського району Північноказахстанської області Казахстану. Входить до складу Улькен-Караойського сільського округу, раніше було центром та єдиним населеним пунктом ліквідованої Горьковської сільської ради.
Населення — 653 особи (2021; 969 у 2009, 1330 у 1999, 1453 у 1989).
Національний склад станом на 1989 рік:
- казахи — 30 %
- росіяни — 30 %.